# Leucanopsis pulverulenta
Leucanopsis pulverulenta là một loài bướm đêm thuộc phân họ Arctiinae, họ Erebidae.